# تمیر کوهن
تمیر کوهن (به انگلیسی: Tamir Cohen) هافبک اهل اسرائیل است که از سال ۲۰۰۷ تا ۲۰۱۱ میلادی عضو تیم ملی فوتبال اسرائیل بوده و در ۲۱ بازی ملی حضور داشته است.